# Joaquín de Lizarraga
Joaquín Lizarraga de Elcano (Pamplona, 1748-1835) escriptor en èuscar, jesuïta, apologista i seguidor de Manuel de Larramendi. L'interès principal de la seva obra és de tipus filològic, ja que va escriure en uns dels dialectes bascos (euskalki), l'anomenat Alt navarrès meridional, que actualment s'ha extingit.